# Beatrice di Svevia (imperatrice 1198)
Beatrice di Svevia (1198 – Nordhausen, 11 agosto 1212) è stata una principessa sveva e imperatrice consorte dei Romani.

## Biografia
Era la primogenita di Filippo di Svevia, duca di Svevia e re dei Romani, e della principessa bizantina Irene Angelo.
Appartenne alla dinastia Hohenstaufen; suo nonno paterno fu l'imperatore Federico Barbarossa, mentre suo nonno materno fu l'imperatore Isacco II Angelo.
Venne data in sposa a quattordici anni a Ottone IV di Brunswick, figlio di Enrico il Leone, duca di Sassonia e di Baviera. Il matrimonio venne celebrato a Nordhausen il 23 luglio 1212.
Suo padre Filippo e Ottone erano stati contendenti, dopo la morte di Enrico VI Hohenstaufen, del titolo di re dei Romani. Riuscì a prevalere Filippo, appoggiato da Filippo II di Francia. Alla morte del futuro suocero nel 1208, Ottone cercò l'appoggio degli Hohenstaufen e venne incoronato imperatore da Innocenzo III. Perse il titolo di re di Romani nel 1211 per aver rivendicato anche il regno di Sicilia.
Il matrimonio tra Beatrice e Ottone durò meno di un mese: Beatrice si ammalò e morì l'11 agosto 1212. Ottone si risposò il 19 maggio 1214 con Maria di Brabante, figlia del duca Enrico I di Brabante.

## Ascendenza
|                      |                        |                          | Genitori              |  |  | Nonni |  |  | Bisnonni              |  |  | Trisnonni            |  |
|                      |                        |                          |                       |  |  |       |  |  | Federico II di Svevia |  |  | Federico I di Svevia |  |
|                      |                        |                          |                       |  |  |       |  |  | Federico II di Svevia |  |  | Federico I di Svevia |  |
|                      |                        | Agnese di Waiblingen     |                       |  |  |       |  |  | Federico II di Svevia |  |  |                      |  |
| Federico Barbarossa  |                        |                          |                       |  |  |       |  |  | Federico II di Svevia |  |  |                      |  |
|                      |                        | Giuditta di Baviera      | Enrico IX di Baviera  |  |  |       |  |  |                       |  |  |                      |  |
|                      |                        | Giuditta di Baviera      | Enrico IX di Baviera  |  |  |       |  |  |                       |  |  |                      |  |
|                      |                        | Giuditta di Baviera      | Wulfhilde di Sassonia |  |  |       |  |  |                       |  |  |                      |  |
| Filippo di Svevia    |                        | Giuditta di Baviera      |                       |  |  |       |  |  |                       |  |  |                      |  |
|                      |                        | Rinaldo III di Borgogna  | Stefano I di Mâcon    |  |  |       |  |  |                       |  |  |                      |  |
|                      |                        | Rinaldo III di Borgogna  | Stefano I di Mâcon    |  |  |       |  |  |                       |  |  |                      |  |
|                      |                        | Rinaldo III di Borgogna  | Beatrice di Lorena    |  |  |       |  |  |                       |  |  |                      |  |
| Beatrice di Borgogna |                        | Rinaldo III di Borgogna  |                       |  |  |       |  |  |                       |  |  |                      |  |
|                      |                        | Agata di Lorena          | Simone I di Lorena    |  |  |       |  |  |                       |  |  |                      |  |
|                      |                        | Agata di Lorena          | Simone I di Lorena    |  |  |       |  |  |                       |  |  |                      |  |
|                      |                        | Agata di Lorena          | Adelaide di Lovanio   |  |  |       |  |  |                       |  |  |                      |  |
| Beatrice di Svevia   |                        | Agata di Lorena          |                       |  |  |       |  |  |                       |  |  |                      |  |
|                      | Andronico Ducas Angelo | Costantino Angelo        |                       |  |  |       |  |  |                       |  |  |                      |  |
|                      | Andronico Ducas Angelo | Costantino Angelo        |                       |  |  |       |  |  |                       |  |  |                      |  |
|                      | Andronico Ducas Angelo | Teodora Comnena          |                       |  |  |       |  |  |                       |  |  |                      |  |
| Isacco II Angelo     | Andronico Ducas Angelo |                          |                       |  |  |       |  |  |                       |  |  |                      |  |
|                      |                        | Eufrosina Castamonitissa | …                     |  |  |       |  |  |                       |  |  |                      |  |
|                      |                        | Eufrosina Castamonitissa | …                     |  |  |       |  |  |                       |  |  |                      |  |
|                      |                        | Eufrosina Castamonitissa | …                     |  |  |       |  |  |                       |  |  |                      |  |
| Irene Angela         |                        | Eufrosina Castamonitissa |                       |  |  |       |  |  |                       |  |  |                      |  |
|                      |                        | Demetrio Tornikes        | N. Tornikes           |  |  |       |  |  |                       |  |  |                      |  |
|                      |                        | Demetrio Tornikes        | N. Tornikes           |  |  |       |  |  |                       |  |  |                      |  |
|                      |                        | Demetrio Tornikes        | N. Theophylaktaina    |  |  |       |  |  |                       |  |  |                      |  |
| Irene Tornikaine     |                        | Demetrio Tornikes        |                       |  |  |       |  |  |                       |  |  |                      |  |
|                      |                        | N. Malakaine             | N. Malakes            |  |  |       |  |  |                       |  |  |                      |  |
|                      |                        | N. Malakaine             | N. Malakes            |  |  |       |  |  |                       |  |  |                      |  |
|                      |                        | N. Malakaine             | …                     |  |  |       |  |  |                       |  |  |                      |  |
|                      |                        | N. Malakaine             |                       |  |  |       |  |  |                       |  |  |                      |  |